# الأخبار (لبنان)
صدر العدد الأول من الأخبار في 14 آب 2006 بعد 33 يوماً من العدوان الإسرائيلي على لبنان. انطلاقة صعبة لكنها «مغامرة محسوبة» كما قال مؤسسها جوزف سماحة في افتتاحيته الأولى. مغامرة «الأخبار» في القرن الواحد والعشرين هي في تميّزها سياسياً ومهنياً. في السياسة، هي جريدة تميل إلى اليسار وتنتمي إلى معسكر رافضي الهيمنة من قلب الولايات المتحدة الاميركية إلى أقاصي الشرق وأفريقيا وأميركا الجنوبية وأوروبا. مهنياً، تعتمد «الأخبار» على مجموعة من صحافييها الشباب لانتاج جريدة يومية عصرية تكسر النهج التقليدي في العمل الصحافي. إضافة إلى إعطائها الاولوية للتحقيقات الخاصة التي تمسّ الحياة اليومية وقضايا المجتمع دون أن تكون محصورة بالضرورة في الإطار السياسي للحدث، تعتمد «الأخبار» على شبكة مراسلين في معظم العواصم العالمية يساهمون في نقل صورة واقعية وحيوية للاحداث من بلدانهم. تتميّز «الأخبار» بتصميمها وشكلها الذي يواكب المعايير الحديثة في صناعة الصحافة المكتوبة وتولي اهتماماً خاصاً بالصورة والرسوم الكاريكاتورية. توزّع أعداد «الأخبار» على كافة الأراضي اللبنانية وفي سوريا. وقد وقّعت أخيراً اتفاقاً مع مجلة «لو موند ديبلوماتيك» الفرنسية – الدولية لتوزّع مجاناً النسخة العربية منها مطلع كل شهر. تصدر «الأخبار» عن شركة «أخبار بيروت» وفق رخصة لجريدة «الأخبار» التي تأسست عام 1953.
- رئيس تحريرها المؤسس (2006 & 2007): جوزف سماحة
- رئيس التحرير - المدير المسؤول: إبراهيم الأمين
- مستشار التحرير: أنسي الحاج (2006- 2014)
- نائب رئيس التحرير: بيار أبي صعب
- مدير التحرير: إيلي شلهوب، وفيق قانصوه
- اقتصاد: محمد زبيب
- محليات: حسن عليّق
- ثقافة وناس: أمل الأندري

## الدعاوى
تواجه جريدة الاخبار، متمثلة بإبراهيم الأمين، إلى جانب قناة الجديد متمثلة بكرمى خياط دعوى قضائية المقامة من المحكمة الدولية الخاصة بلبنان الذين قد يسجنان لمدة سبع سنوات أو يدفعان غرامة مالية كبيرة أو الإثنين معا بتهمة «تحقير» المحكمة وتعريض حياة الشهود للخطر.

## طالع
- قائمة الصحف اللبنانية

## وصلات خارجية
- الموقع الرسمي للصحيفة